# Liste des routes régionales du Maroc

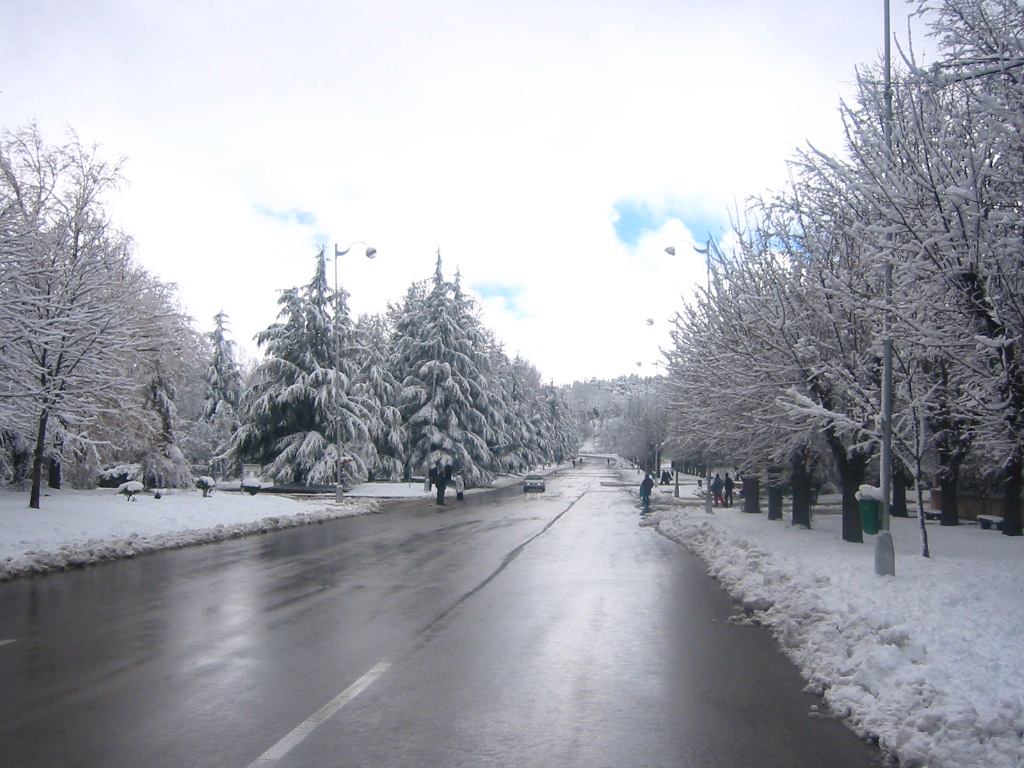
La R707 entre El Hajeb et Ifrane.

Les routes régionales sont, au Maroc, des voies importantes ou qui traversent de larges portions du territoire, par opposition aux routes nationales ou provinciales. Leur usage est gratuit. Elles sont ouvertes à tous les véhicules.
La construction, l'entretien et l'exploitation de ces voies sont à la charge de l'État.

## Liste des routes régionales

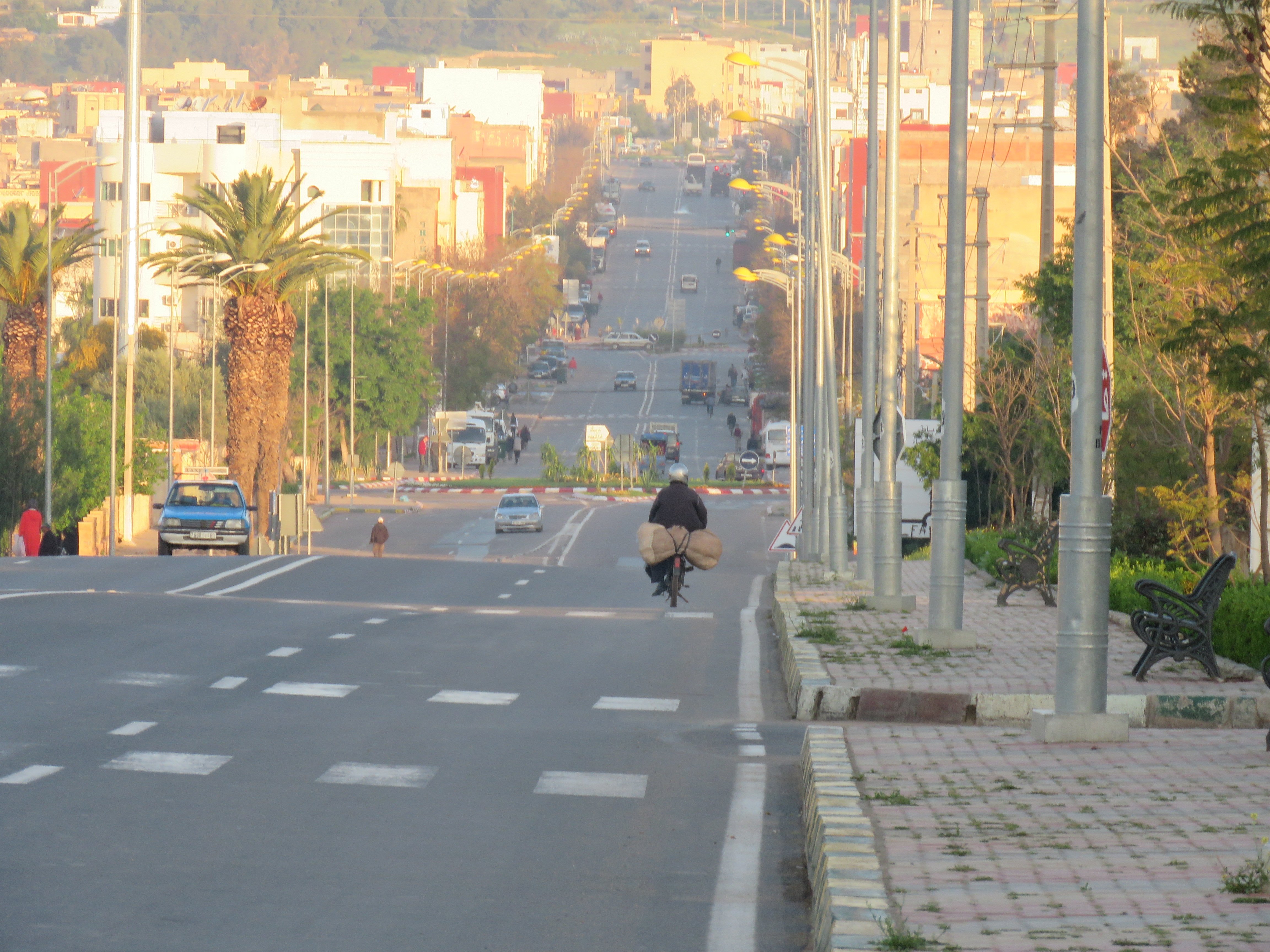
La R312 à Oued Zem.

- 101 : Laâyoune – Ras El Khanfra
- 102 : Bouizakarne – Icht (près de Fam El Hisn)
- 103 : Assa – Labouirat – Zag
- 104 : Sidi Ifni – Tiznit – Tafraout
- 105 : Ait Melloul – Tafraout
- 106 : Assaki (près de Taliouine) – Igherm – Aferni (près de Tafraout)
- 107 : Tafraout – Tamanart – Fam El Hisn – Frontière Algérienne
- 108 : Taznakht – Agdz – Tazzarine – Alnif – Taghzoute n'Ait Atta (près de Tinghir)
- 109 : Tarfaya – Foum El Oued – Port de Laâyoune
- 109A : N1 – Tarfaya – N1
- 110 : Tafingoult (près d'Oulad Berhil) – Anzal (près de Taznakht)
- 111 : El Mhamid (près de Foum Zguid) – Taguergoust (près de Taznakht)
- 112 : Agouim – Askaoun – Taliouine
- 113 : Tamri – Bigoudine
- 114 : Ait Melloul – Taroudant – Aït Iaâza (N10 avant 2018)
- 114A : Amskroud – Taroudant
- 115 : El Maader El Kabir (près de Tiznit) – Ahmar Laglalcha (près de Sebt El Guerdane)
- 116 : Igherm – Tata – Adis – Frontière Algérienne
- 117 : Fask (près de Guelmim) – Timoulay – Ida Ou Gougmar
- 118 : Sidi Ifni – El Ouatia
- 119 : Sidi Hsaine (près de Taliouine) – El Kasbat (près de Tissint)
- 120 :El Ouatia – Oued Amlil
- 121 :Tiznit – Guelmim
- 122 :Amskroud – Taroudant
- 201 :qtara – Demnate
- 202 : Boulaouane – Safi
- 203 :Tiqi – Ntlit
- 204 : Safi – Ait Ourir
- 205 : El Borouj – Tassaout
- 206 : El Kelaâ des Sraghna – Youssoufia
- 207 : Sidi Bennour – Skhour Rehamna
- 208 : Tamellalt – Demnate
- 209 : Chichaoua – Ouirgane
- 210 : Demnate – Marrakech
- 211 : Imsouane – Essaouira
- 212 : Imintanoute – Marrakech
- 214 : Smimou – Imintanoute
- 301 : Essaouira – El Jadida
- 302 : Demnate – Ouaouizeght
- 303 : Bir Jdid – Sidi Bennour
- 304 : Afourar – Imlil
- 305 :Casablanca - Benslimane
- 306 : Bin el Ouidan – El Ksiba
- 308 : Settat – Kasba Tadla
- 309 : Oued Zem – Oulad Ayad
- 310 : Mohammédia – Dar Bouazza
- 311 : Moulay Bouazza – Oued Zem
- 312 : Khouribga – Béni Mellal (appartenue à la N11)
- 314 : Boulaouane – Imefoute
- 315 : Casablanca – El Gara
- 316 : Jorf Lasfar – Ben Ahmed
- 317 : El Ksiba – Agoudal
- 318 : El Jadida – Berrechid
- 319 : Khénifra – Itzer
- 320 : Casablanca – El Jadida
- 321 : Sidi Rahhal Chataï – Settat
- 322 : Rabat – Casablanca
- 323 : Berrechid – Casablanca
- 401 : Tétouan – Anjra – Ksar Sghir
- 402 : Khémisset – El Hajeb
- 403 : Témara – Khouribga
- 404 : Mohammédia – Khemisset
- 405 : Kénitra – Sidi Allal El Bahraoui
- 406 : Chefchaouen - Oued Laou
- 407 : Khénifra – Sidi Allal El Bahraoui
- 408 : Karia Benaouda – Taounate
- 409 : Khémisset – Tihli
- 410 : Ksar el Kébir – Derdara
- 411 : Mechra Bel Ksiri – Houderrane
- 412 : Derdara – Chefchaouen
- 413 : Souk El Arbaa – Meknès
- 414 : Ras Menkal (Oued Laou) – N16
- 415 : Asilah – Ksar El Kébir
- 417 : Crochet Blanco – Sidi Lyamani
- 418 : Karia Ba Mohamed – Sidi Allal Tazi
- 419 : Bab Taza – Barrage Al Wahda
- 501 : Fès – Ghouazi
- 502 : Boulemane – Outat El Haj
- 504 : Sefrou – Djebel Bouiblane
- 506 : Tissa – Ouled Jerrar
- 507 : Taza – Djebel Bouiblane
- 508 : Tissa – Saka
- 509 : Issaguen – Khlalfa
- 510 : Aknoul – Zrizer
- 511 : Ben Taïeb – Msoun
- 512 : Saka – Melga El Ouidane
- 601 : Missour – Ksar Tazougart
- 602 : Oujda – Laaouinate (près de Jerada)
- 603 : Hassi Berkane – Sidi Lahsen
- 605 : Aït Kamra – Al Hoceïma – Ajdir
- 606 : Imouzzer Marmoucha – Aïn Beni Mathar
- 607 : Berkane – Jerada
- 608 : N19 – Aïn Beni Mathar – Frontière Algérienne
- 610 : Imzouren – Nador
- 612 : Berkane – Ras El Ma
- 701 : Meknès – Moulay Bouazza
- 702 : Tinejdad – Merzouga
- 703 : M'Hamid El Ghizlane – Foum Zguid
- 704 : Boumalne Dadès – Agoudal
- 705 : Sidi Slimane – Meknès
- 706 : Er-Rich – Bou Azmou
- 707 : El Hajeb – Ifrane – N4 (Guigou)
- 708 : Er-Rich – Bouanane
- 710 : Bejaâd – Khenifra
- 712 : Boufakrane – Moulay Bouazza
- 714 : El Hajeb – Sefrou
- 716 : El Hajeb – Fès